# مسجد البرازيل
مسجد البرازيل هو مسجد يقع في ساو باولو، البرازيل. تم بنائه في عام 1929. ويعد أقدم مسجد في البرازيل وواحد من أقدم المساجد في أمريكا الجنوبية.